# Драма (род литературы)
Дра́ма (др.-греч. δρᾶμα — деяние, действие) — один из трёх родов литературы (наряду с эпосом и лирикой), принадлежащий одновременно двум видам искусства: литературе и театру, предназначенный для игры на сцене. От эпоса и лирики драма формально отличается тем, что текст в ней представлен в виде реплик персонажей и авторских ремарок и, как правило, разбит на действия и явления. К драме так или иначе относится любой литературный жанр, построенный в диалогической форме, в том числе комедия, трагедия, драма, фарс, водевиль и т. д.
С древних времён существовала в фольклорном или литературном виде у различных народов: независимо друг от друга свои драматические традиции создали античные греки, древние индийцы, китайцы, японцы, индейцы Америки. 

## Виды драмы (драматические жанры)
- трагедия
- драма (жанр)
- драма для чтения (пьеса для чтения)
- мелодрама
- иеродрама
- мистерия
- комедия
- водевиль
- фарс
- цзацзюй

## История драмы
Зачатки драмы — в первобытной поэзии, в которой слились выделившиеся позже элементы лирики, эпоса и драмы в связи с музыкой и мимическими движениями. Раньше, чем у остальных народов, драма как особый вид поэзии сформировалась у индусов и греков.

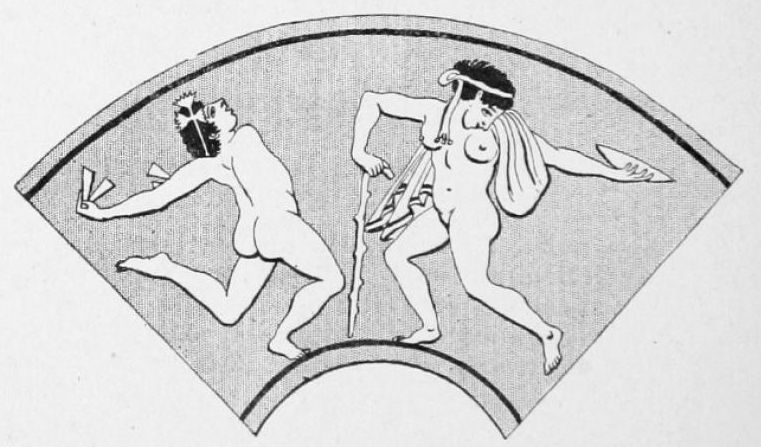
Дионисийские танцы

Греческая драма, разрабатывающая серьёзные религиозно-мифологические сюжеты (трагедия) и забавные, почерпнутые из современной жизни (комедия), достигает высокого совершенства и в XVI веке является образцом для европейской драмы, до того времени безыскусно обрабатывавшей религиозные и повествовательные светские сюжеты (мистерии, школьные драмы и интермедии, фастнахтшпили, sottises).
Французские драматурги, подражая греческим, строго держались определённых положений, которые считались неизменными для эстетического достоинства драмы, таковыми являются: единство времени и места; продолжительность изображаемого на сцене эпизода не должна превышать суток; действие должно происходить на одном и том же месте; драма должна правильно развиваться в 3-5 актах, от завязки (выяснения начального положения и характеров героев) через средние перипетии (перемены положений и отношений) к развязке (обычно катастрофе); число действующих лиц очень ограничено (обычно от 3 до 5); это исключительно высшие представители общества (короли, королевы, принцы и принцессы) и их ближайшие слуги-наперсники, которые вводятся на сцену для удобства ведения диалога и подачи реплик. Таковы главные черты французской классической драмы (Корнель, Расин).
Строгость требований классического стиля уже меньше соблюдалась в комедиях (Мольер, Лопе де Вега, Бомарше), постепенно перешедшей от условности к изображению обычной жизни (жанру). Свободное от классических условностей творчество Шекспира открыло драме новые пути. Конец XVIII и первая половина XIX века ознаменованы появлением романтической и национальной драм: Лессинг, Шиллер, Гёте, Гюго, Клейст, Граббе.
Во вторую половину XIX века в европейской драме берёт верх реализм (Дюма-сын, Ожье, Сарду, Пальерон, Ибсен, Зудерман, Шницлер, Гауптман, Бейерлейн).
В последней четверти XIX века под влиянием Ибсена и Метерлинка европейской сценой начинает овладевать символизм (Гауптман, Пшибышевский, Бар, Д’Аннунцио, Гофмансталь).

## Оформление драматического произведения
В отличие от других прозаических и стихотворных произведений, драматические произведения имеют жёстко заданную структуру. Драматическое произведение состоит из чередующихся блоков текста, имеющих каждый своё назначение, и выделенных средствами типографики для того, чтобы их можно было проще отличить друг от друга. Драматический текст может включать в себя следующие блоки:
- Список действующих лиц, располагается обычно перед основным текстом произведения. В нём при необходимости даётся краткая характеристика героя (возраст, особенности внешности и т. д.)
- Внешние ремарки — описание действия, обстановки, появление и уход действующих лиц. Часто набирается либо уменьшенным кеглем[4], либо тем же шрифтом что и реплики, но на больший формат[5]. Во внешней ремарке могут приводиться имена героев, причём если герой появляется в первый раз — его имя дополнительно выделяется. Пример:

Комната, которая до сих пор называется детскою. Одна из дверей ведет в комнату Ани. Рассвет, скоро взойдет солнце. Уже май, цветут вишневые деревья, но в саду холодно, утренник. Окна в комнате закрыты.
Входят Дуняша со свечой и Лопахин с книгой в руке.

- Реплики — слова, которые произносят герои. Реплики обязательно предваряются именем действующего лица и могут включать внутренние ремарки. Пример:

Дуняша. Я думала, что вы уехали. (Прислушивается.) Вот, кажется, уже едут.
Лопахин (прислушивается). Нет… Багаж получить, то да се…

- Внутренние ремарки в отличие от внешних кратко описывают действия, происходящие во время произнесения героем реплики, либо особенности произнесения. Если во время произнесения реплики происходит какое-то сложное действие, следует описать его с помощью внешней реплики, при этом указать либо в самой ремарке, либо в реплике с помощью внутренней ремарки, что актёр продолжает говорить во время действия[5]. Внутренняя ремарка относится только к конкретной реплике конкретного действующего лица. От реплики отделяется скобками, может набираться курсивом.

Наиболее распространены два способа оформления драматических произведений: книжный и кинематографический. Если в книжном формате для отделения частей драматического произведения могут использоваться разные начертания шрифта, разные кегли и т. д., то в кинематографических сценариях принято использовать только моноширинный шрифт печатной машинки, а для отделения частей произведения использовать отбивку, набор на разный формат, набор всеми заглавными, разрядку и т. д. — то есть только те средства, которые доступны на пишущей машинке. Это позволяло многократно вносить изменения в сценарии по мере производства, сохраняя удобочитаемость.

## Драма в Российской империи
Драма в Россию занесена с Запада в конце XVII века. Самостоятельная драматическая литература появляется лишь в конце XVIII века. До первой четверти XIX века в драме преобладает классическое направление, как в трагедии, так и в комедии и комедийной опере; лучшие авторы:  М. В. Ломоносов, Я. Б. Княжнин, Вл. А. Озеров; попытка И. Лукина обратить внимание драматургов на изображение русской жизни, русской литературы и нравов осталась тщетной: почти все драматические пьесы российских авторов безжизненны, ходульны и чужды русской действительности, кроме знаменитых «Недоросля» и «Бригадира» Д. И. Фонвизина, «Ябеды» В. В. Капниста и некоторых комедий И. А. Крылова.
В начале XIX века подражателями лёгкой французской драмы и комедии были А. А. Шаховской, Н. И. Хмельницкий, М. Н. Загоскин, представителем ходульной патриотической драмы — Н. В. Кукольник. Комедия А. С. Грибоедова «Горе от ума», позже «Ревизор», «Женитьба» Н. В. Гоголя, становятся основанием русской бытовой драмы. После Гоголя даже в водевиле Д. Т. Ленского, Ф. А. Кони, В. А. Соллогуба, П. А. Каратыгина заметно стремление приблизиться к жизненным коллизиям.
А. Н. Островский дал ряд замечательных исторических хроник и бытовых комедий. После него русская драма стала на прочную почву; наиболее выдающиеся драматурги в русской литературе досоветского периода: А. В. Сухово-Кобылин, И. С. Тургенев, А. А. Потехин, А. И. Пальм, В. А. Дьяченко, И. Е. Чернышев, В. А. Крылов, Н. Я. Соловьев, Н. А. Чаев,  А. Н.  Толстой, Л. Н. Толстой, Д. В. Аверкиев, П. Д. Боборыкин, В. А. Сумбатов, Новежин, Н. И. Гнедич, Шпажинский, Евт. П. Карпов, В. А. Тихонов, И. Л. Щеглов, Вл. И. Немирович-Данченко, А. П. Чехов, А. М. Горький, Л. Н. Андреев и другие.